# النا خوروستالوا
النا خوروستالوا (روسی: Елена Владимировна Хрусталёва؛ زادهٔ ۲۸ سپتامبر ۱۹۸۰) ورزشکار دوگانه اهل اتحاد جماهیر شوروی سوسیالیستی است.